# جبل ضمك
يقع جبل ضمك جنوب غرب محافظة خميس مشيط وهو ضمن سلسلة جبال حيث يحده من الغرب ثلاثة جبال تسمى المعترضة ويحدة من الشرق جبل شكر المعروف تارخياً ويحده من الشمال جبل يسمى بالجبل الأشقر. اما بنسبه لما يحده من المدن والقرى فهو على أطراف جنوب خميس مشيط ويقع حاليا داخل مدينة الملك فيصل العسكرية وفي قمته  مركز رصد جوي تابع لدفاع الجوي الملكي السعودي. ويشكل جبل ضمك عمق تاريخي لدى سكان المنطقة نظراً لوعورت تسلقة وصعوبته حيث يبلغ ارتفاعه 2300 م تقريباً ويقع في بلاد آل رشيد ( شهران ) 